# Arturo Alessandri Palma
Arturo Fortunato Alessandri Palma (Longaví, 20 dicembre 1868 – Santiago del Cile, 24 agosto 1950) è stato un avvocato e politico cileno, presidente del Cile per due mandati (il primo dal 23 dicembre 1920 al 1º ottobre 1925, con un'interruzione tra il 12 settembre 1924 e il 12 marzo 1925, e il secondo dal 23 dicembre 1932 al 23 dicembre 1938). Fu il padre del futuro Presidente del Cile Jorge Alessandri Rodríguez.

## Biografia

### Origini
Di famiglia oriunda italiana (suo nonno Pietro Allesandri Tarzi era emigrato dalla Toscana in Argentina prima di trasferirsi in Cile) intraprese gli studi di giurisprudenza e si schierò contro il presidente José Manuel Balmaceda durante la guerra civile del 1891. 

### La prima carriera politica
Laureatosi nel 1893, aderì al movimento liberale e fu eletto più volte deputato dal 1897, esercitando parallelamente e con grande successo l'avvocatura. Ministro dei Lavori Pubblici nel 1897, guadagnò una certa fama come ministro delle Finanze nel 1913, ma divenne un personaggio d'importanza nazionale nel 1915 quando, candidato senatore a Tarapacá, vinse il duello elettorale col cacique locale, Arturo del Río, levandosi a difensore degli interessi dei lavoratori. La sua popolarità e l'energia della sua oratoria gli valsero il soprannome di León de Tarapacá. Ministro dell'Interno nel 1918, usò la sua carica per preparare la propria candidatura alla presidenza, che vinse come candidato dell'Alianza Liberal (coalizione di liberali, radicali e socialisti democratici) dopo aver battuto per un pugno di voti il conservatore Luis Barros Borgoño.

#### Il primo mandato presidenziale
Alessandri varò un vasto programma di riforme sociali ed economiche comprendenti il decentramento amministrativo, il suffragio femminile, la separazione della Chiesa dallo Stato, l'imposta sul reddito, il codice del lavoro, l'istituzione di una banca centrale e il controllo governativo sull'industria dei nitrati, ma si scontrò con l'inesorabile ostruzionismo dei conservatori, che detenevano la maggioranza al Senato e provocarono la caduta di diversi ministeri. Le elezioni del 1924 diedero finalmente all'Alianza Liberal la maggioranza in entrambe le camere, ma il Congresso si perse in discussioni sterili sulla retribuzione dei parlamentari. Il malcontento sfociò in un golpe militare (4 settembre 1924) che portò al potere una giunta presieduta dal ministro dell'Interno, generale Luis Altamirano, mentre Alessandri dava le dimissioni (respinte dal Congresso). Ottenuti dal Congresso sei mesi di congedo, Alessandri andò in esilio in Italia, dove venne accolto calorosamente da Benito Mussolini cui però Alessandri reagì con freddezza e ostilità, prima di venir richiamato dalla nuova Giunta che aveva deposto il generale Altamirano.
Accolto con entusiasmo dalla popolazione (12 marzo 1925), Alessandri costituì e presiedette la commissione che redasse una nuova Costituzione presidenziale per il Cile, approvata dai cittadini con un referendum. La nuova legge fondamentale aumentava i poteri del presidente della Repubblica, che riotteneva il diritto esclusivo di nomina e revoca dei ministri, e veniva eletto per sei anni, e separava definitivamente la Chiesa e lo Stato. Istituito il Banco Central, e indette nuove elezioni presidenziali per il 24 ottobre 1925, Alessandri entrò in contrasto col ministro della Guerra, il colonnello Carlos Ibáñez del Campo: temendo un nuovo golpe, si dimise il 1º ottobre cedendo il governo al vicepresidente Luis Barros Borgoño.
Divenuto consigliere del Banco Central, Alessandri venne esiliato nuovamente durante il regime di Ibáñez del Campo (1927-1931). Rimpatriato nel 1932, fu subito rieletto senatore.

### Il secondo mandato presidenziale
Eletto nuovamente presidente nell'ottobre 1932, Alessandri applicò la Costituzione del 1925: pose fine all'anomia seguita alla caduta del presidente Carlos Ibáñez del Campo e all'effimera Repubblica Socialista e cercò di ristabilire l'ordine istituzionale ed interno promulgando una Legge sulla Sicurezza Interna dello Stato. Si allontanò progressivamente dall'alleanza con la sinistra radicale, cercò di impedire con la forza la diffusione dei partiti nazista (Movimiento Nacional Socialista del Cile, MNS) e comunista e appoggiò l'istituzione di milizie repubblicane. In campo economico, con l'aiuto del ministro delle Finanze Gustavo Ross, avviò la ripresa dopo la crisi del 1929 riorganizzando lo sfruttamento dei nitrati, riducendo il deficit con nuove imposte, ospendendo il pagamento del debito estero e rilanciando le opere pubbliche.
In prossimità delle elezioni presidenziali del 1938, il tentativo di colpo di stato del Movimiento Nacional Socialista di scatenare una crisi per permettere l'ascesa al potere del generale Carlos Ibáñez del Campo (candidato nazionalista) fu soffocato nel sangue dai carabinieri, che uccisero sommariamente cinquantanove nazisti nella Matanza del Seguro Obrero (così chiamata perché si svolse presso la sede di un istituto previdenziale, l'edificio del Seguro Obrero), il 5 settembre 1938. La responsabilità di Alessandri, che avrebbe potuto ordinare il massacro, non fu mai chiarita; comunque Ibáñez del Campo ritirò la propria candidatura alla presidenza, spianando la strada al radicale Pedro Aguirre Cerda.
Concluso regolarmente il mandato, Alessandri fu eletto quasi subito senatore, e, in seguito alla morte prematura del presidente Cerda, giocò un ruolo importante nelle elezioni del 1942 e 1946. Presiedette il Senato dal 1949 fino alla morte.